# The Far Side
The Far Side är en enruting (återkommande skämtteckning) av Gary Larson. Den började tecknas 1979, då under titeln Nature's Way. Året efter fick den sitt definitiva namn under titeln The Far Side (ungefär "Långt borta"). Den producerades fram till 1995 och har därefter flitigt återtryckts. Fram till 2000 publicerades den i uppemot 2000 dagstidningar i 40 olika länder.
I Sverige syntes Gary Larsons enrutingar i tidningen Larson!, utgiven åren 1988–2009.
The Far Side är en bisarr och sanningsavslöjande enruting som ofta gestaltar djur i okonventionella och ofta lätt makabra roller Figurerna har mänskliga problem och där finns galna kemister, utomjordingar, scener från helvetet med mera. Den oftast förekommande favoriten från djurriket är kon. 